# Statuti di Iona
Gli Statuti di Iona, approvati in Scozia nel 1609, imponevano ai capi dei clan delle Highland Scozzesi di mandare i loro eredi nelle Lowlands per essere istruiti nelle scuole protestanti di lingua inglese. 
Come conseguenza alcuni clan, come i MacDonalds di Sleat e i MacLeods of Harris, aderirono alla nuova religione. Altri clan, in particolare i MacLeans of Morvern & Mull, MacDonalds of Clanranald, Keppoch, Glengarry, e Glencoe, rimasero risolutamente Cattolici romani. 

## Disposizioni
Gli statuti dispongono tra l'altro:
- la nomina e il mantenimento di pastori protestanti nelle parrocchie delle Highlands;
- la fondazione di ricoveri per pellegrini e viandanti;
- la messa fuorilegge dell'accattonaggio;
- la proibizione delle forme tradizionali di ospitalità e degli eccessi nel bere;
- l'istruzione dei figli dei capi nelle scuole delle Lowlands, dove possano "essere resi abbastanza abili nel parlare, leggere e scrivere in inglese";
- limitazioni sul porto d'armi e sul loro uso;
- la messa fuorilegge dei bardi e di altre figure della cultura tradizionale gaelica;
- il divieto di proteggere i fuggitivi.

Secondo alcuni scrittori, questi decreti rappresentano "la prima di una serie di misure prese dal governo scozzese con lo scopo specifico di estirpare la lingua gaelica, di distruggere la sua cultura tradizionale e i suoi rappresentanti"